# Sản xuất cà phê tại Việt Nam

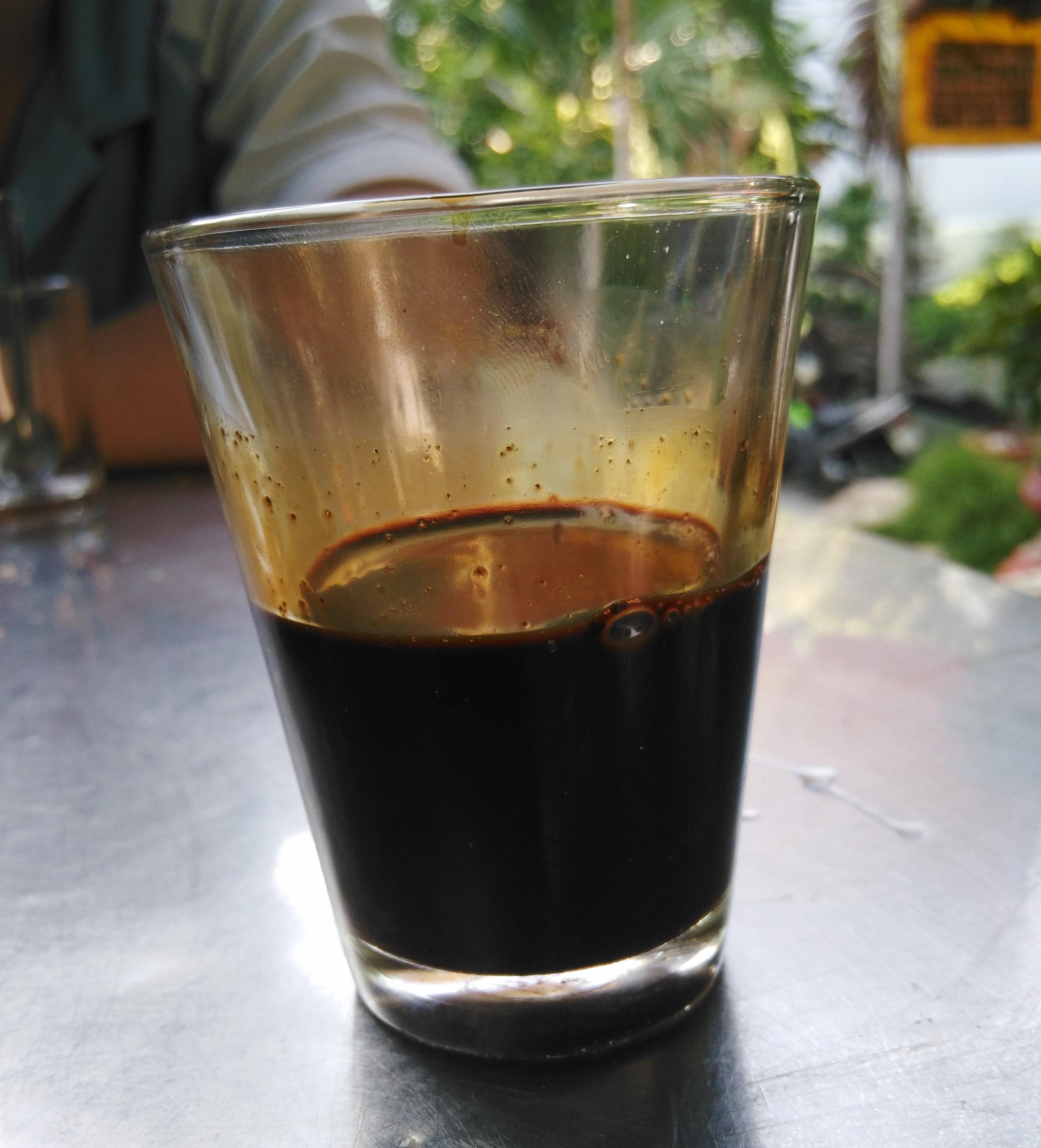
Một ly cà phê bình dân ở Việt Nam, với sản lượng cà phê lớn thì thức uống này đã trở nên phổ biến, sẵn có trên thị trường nội địa

Sản xuất cà phê tại Việt Nam là nguồn thu nhập chính của Việt Nam kể từ đầu thế kỷ XX. Cà phê được người Pháp du nhập lần đầu tiên vào năm 1857, ngành cà phê Việt Nam phát triển thông qua hệ thống đồn điền, trở thành thế lực kinh tế lớn trong nước. Sau khi bị gián đoạn trong và ngay sau Chiến tranh Việt Nam, sản xuất cà phê đã tăng trở lại sau cải cách kinh tế Đổi mới nhất là khi được sự giúp đỡ chí tình của Đông Đức XHCN lúc còn tồn tại, khiến vai trò của cà phê chỉ đứng sau lúa gạo về giá trị nông sản xuất khẩu từ Việt Nam. Việt Nam là nước sản xuất lớn thứ hai trên thế giới sau Brazil, với cà phê Robusta chiếm tới 97% tổng sản lượng của Việt Nam.
Tuy nhiên, ngành chế biến và sản xuất cà phê ở Việt Nam cũng gặp những vấn đề trong quản lý và điều hành ở tầm vĩ mô lẫn vi mô. Nông dân trồng cà phê ở Việt Nam luôn trải qua chu kỳ tăng trưởng nóng và tiêu điều phá sản kể từ những năm 1980, khiến ngành cà phê luôn có nhiều biến động bấp bênh. Bất chấp giá cà phê toàn cầu biến động, các nước nhập khẩu vẫn tiếp tục trả mức giá ổn định trong khi nông dân trồng cà phê từ các nước xuất khẩu phải chịu mức giá dao động hàng ngày. Mô thức này chứng kiến sản lượng cà phê ở Việt Nam đạt 29,3 triệu bao trong năm 2017, thấp hơn gần 600.000 bao so với ước tính của USDA trong năm đó, do thiệt hại do mưa đến muộn.

## Lịch sử
Người ta tin rằng cây cà phê lần đầu tiên được du nhập vào Việt Nam vào năm 1857 thông qua các nhà truyền giáo Pháp, nhưng những đồn điền cà phê đầu tiên chỉ được thành lập vào năm 1888 tại Ninh Bình và Quảng Bình là những tỉnh thuộc Bắc Kỳ do người Pháp bảo hộ. Sản xuất dòng cà phê ban đầu chủ yếu là giống cà phê chè Arabica. Đỉnh điểm của sản xuất cà phê xảy ra vào đầu thế kỷ XX khi sản xuất quy mô nhỏ ngày càng chuyển sang trồng trọt thương mại. Vào những năm 1920, người Pháp quyết định mở các vùng sản xuất cà phê ở các vùng thuộc Tây Nguyên, chủ yếu ở tỉnh Đăk Lăk. Ước tính tổng cộng 1.500 tấn cà phê được sản xuất để xuất khẩu mỗi năm vào năm 1930 và con số đó tăng lên 2.000 tấn mỗi năm vào năm 1940. Nhà máy cà phê hòa tan đầu tiên, thuộc hãng Vinacafe, được thành lập tại Biên Hòa, Tỉnh Đồng Nai vào năm 1969, với công suất 80 tấn/năm. Cuộc chiến tranh Việt Nam đã làm gián đoạn sản xuất cà phê ở vùng Buôn Ma Thuột, cao nguyên nơi tập trung ngành công nghiệp này. Mặc dù hiếm khi xảy ra xung đột nhưng khu vực này là ngã tư giữa miền Bắc và miền Nam và phần lớn dân cư thưa thớt.
Sau chiến thắng của phe Bắc Việt cộng sản trước Mỹ, ngành công nghiệp sản xuất và chế biến cà phê ở Việt Nam thống nhất, giống như hầu hết nông nghiệp, là theo cơ chế tập thể hóa, hạn chế doanh nghiệp tư nhân và dẫn đến sản lượng thấp. Sau cuộc cải cách Đổi mới năm 1986, thì các doanh nghiệp tư nhân một lần nữa được phép hoạt động, góp phần dẫn đến sự tăng trưởng đột biến trong ngành sản xuất và chế biến cà phê. Sự hợp tác sản xuất giữa người trồng cà phê, nhà sản xuất chế biến và chính quyền đã dẫn đến việc xây dựng thương hiệu cà phê thành phẩm và xuất khẩu sản phẩm để bán lẻ. Tuy nhiên, vào cuối những năm 1970, cải cách kinh tế và xã hội đã dẫn đến tình trạng thiếu lao động ở Tây Nguyên, từ đó tạo cơ hội di cư đến những vùng ít dân cư này, so với tình trạng dân số quá đông và nghèo đói ở vùng đồng bằng, nên có thể có khoảng 4 đến 5 triệu người di cư lên Tây Nguyên sau năm 1975 để bổ sung nguồn lực cho sản xuất cà phê. Sự phát triển theo cấp số nhân của ngành cà phê cũng gây ra những hậu quả nghiêm trọng về môi trường do nạn phá rừng diễn tiến quá chóng vánh và lấn chiếm đất đai làm tăng cường biến đổi khí hậu, tác động trực tiếp đến toàn bộ khu vực.
Mối quan hệ giữa Đông Đức XHCN và Việt Nam là quan hệ đặc biệt thân thiết. Sản xuất cà phê bắt đầu ở Việt Nam vào năm 1926 dưới thời Pháp thuộc và bắt đầu từ năm 1975, song song với cuộc khủng hoảng cà phê ở Đông Đức, việc sản xuất cà phê Robusta bắt đầu manh nha ở Việt Nam. Cây cà phê Robusta phát triển nhanh hơn, chứa nhiều caffeine hơn, phù hợp với khí hậu Tây Nguyên Việt Nam và dễ dàng thu hoạch bằng cơ giới hơn. Tuy nhiên, cà phê Robusta rẻ hơn và đắng hơn nhiều so với cà phê Arabica tiêu chuẩn vàng. Vào năm 1980 và 1986, có hai hiệp ước đã được ký kết giữa Đông Đức và Việt Nam, theo đó phía Đông Đức hỗ trợ cung cấp các thiết bị và máy móc cần thiết cho việc sản xuất, tăng diện tích trồng cà phê từ 600 lên 8.600 ha (1.500 đến 21.300 mẫu Anh) và đào tạo người dân địa phương về kỹ thuật canh tác.
Đặc biệt, phía Đông Đức đã cung cấp xe tải, máy móc và hệ thống tưới tiêu cho liên danh Kombinat Việt-Đức mới thành lập, cũng như chi khoảng 20 triệu USD cho một kế hoạch hệ thống thủy năng (Hydropower plant). Đông Đức cũng xây dựng nhà ở, bệnh viện và cửa hàng cho 10.000 người phải di dời đến khu vực sản xuất cà phê. Ngược lại, về phần mình, với khoản đầu tư này, Đông Đức dự kiến sẽ nhận được một nửa sản lượng cà phê thu hoạch trong 20 năm tiếp theo. Tuy nhiên, cà phê phải mất 8 năm kể từ khi trồng cho đến vụ thu hoạch đầu tiên vào năm 1990 và trớ trêu thay vào thời điểm đó nhà nước Đông Đức đã không còn tồn tại. Bất chấp việc mất đi khách hàng ban đầu, sau năm 1990, Việt Nam vẫn có thể nhanh chóng khẳng định mình là nước sản xuất cà phê lớn thứ hai thế giới sau Brazil, đẩy phần lớn sản lượng cà phê truyền thống ở Châu Phi ra khỏi thị trường. Sản xuất xuất khẩu đặc biệt được thúc đẩy nhờ việc thiết lập lại quan hệ thương mại giữa Hoa Kỳ và Việt Nam. Việc sản xuất quá mức này đã khiến giá cà phê thế giới rớt giá vào năm 2001. Ngoài ra, với truyền thống hợp tác đã được thiết lập thì tính đến năm 2016, nước Đức vẫn là thị trường xuất khẩu lớn nhất của cà phê Việt Nam.